# Henning Pold Christensen
Henning Pold Christensen (født 7. juli 1951) er en dansk bassist og komponist, som har medvirket i bands som Electric City, Jomfru Ane Band, Charlatangruppen, Barbarella og et af Danmarks første funkband Skunk Funk i perioden 1972-1982.
Han er bedst kendt for sit mere end 14  år lange  i samarbejde med Kim Larsen fra 1978 til 1986, Kim Larsen & Bellami fra 1986 til 1992 og Bell*Star fra 1993 til 1995.
Han har medvirket primært som bassist, arrangør og sanger, men også på harmonika, mundharpe, klaver/keyboards og guitar på albums som 231045-0637, Kim i cirkus, Midt om natten, Forklædt som voksen, Yummi yummi, Kielgasten, Wisdom Is Sexy og Hvem kan sige nej til en engel .
Pold var en af de første bassister i Danmark, der spillede 5-strenget, båndløs bas. Hans baggrund er fra Det Kongelige Danske Musikkonservatorium på kontrabas.
I 2023 trådte Henning Pold ind i Bellami, som special guest.[kilde mangler]

## Medvirken og samarbejde
Henning Pold er medkomponist på følgende sange:
"Den første kærlighed", "Tarzan Mamma Mia", "Flyvere i natten", "Jutlandia", "Den største sorg", "Familien skal i skoven", "En sønderskudt pingvin", "Bellstar", "Fochbecher Chaussee", "Je Suis Beaucoup Danois", "Kommunardernes Sang", "Samme tid", "Sköna Flicka", "Soldaterkammerater", "Se min dukke", "Vend kajakken" .
Endvidere var han arrangør med orkesteret Kim Larsen & Bellami på følgende sange:
"Baggårdskatten", "De fortabtes avenue", "De smukke unge mennesker", "Danas have", "Dengang da jeg var lille", "Der truer os i tiden", "Selvfølgelig må De det", "Østerbro Svømmehal", "Flyvende sommer", "Harveys Bar", "Gør mig lykkelig", "Tante Jannies Sommerpension", "Hjertet er en ensom vandrer", "Jesus og Buddha", "Leningrad", "Lille Lærke", "Til Dem", "Wisdom Is Sexy", "Yummi Yummi".
Henning Pold og Jan Lysdahl skrev hornarrangementer på følgende sange fra albummet Forklædt som voksen (1986):
"Familien skal i skoven", "Om lidt", "Jutlandia", "Syrenprinsessen", "Bellami" og "Højere op".
Hans samarbejdede gennem tiden med Peter Thorup, Anne Grete, Hans Fagt, Benny Holst, Kim Larsen, Thomas Grue, Nils Henriksen, Søren Wolff, Per Henrik Rasmussen, Ole Madsen, Thorstein Thomsen, Erik Clausen, Leif Sylvester, Eva Madsen, Peter Abrahamsen, Frede Norbrink, Peter Ingemann, Klaus Agerschou, Wili Jønsson, Ørva, Franz Beckerlee, Jan Lysdahl.
Han har komponeret filmmusik til Electric City, Midt om natten, Anthonsen, Tarzan Mama Mia, De frigjorte, Ledsaget udgang, Den grimme dreng, Hvileløse Hjerte, Tugt & utugt. Han er uddannet kirkesanger i 2005.